# كولينز ديني جونيور
كولينز ديني جونيور (بالإنجليزية: Collins Denny, Jr.) هو محامي أمريكي، ولد في 10 يونيو 1899 في ناشفيل في الولايات المتحدة، وتوفي في 14 يناير 1964 في مقاطعة باوهاتن في الولايات المتحدة.